# Поцрвенела панда
Поцрвенела панда (енгл. Turning Red) амерички је рачунарско-анимирани фантастично-хумористички филм из 2022. године, који су продуцирали Walt Disney Pictures и Pixar Animation Studios, а дистрибуирао Walt Disney Studios Motion Pictures. Режирала га је Доми Ши (у свом редитељском дебију), по сценарију који је написала са Џулијом Чо. Гласове позајмљују Розали Чанг, Сандра Оу, Ејва Морс, Хјеин Парк, Матреји Рамакришнан, Орион Ли, Ваи Чанг Хо, Тристан Алерик Чен и Џејмс Хонг.
Смештен у Торонту 2002. године, филм прати Мејлин „Меј” Ли, 13-годишњу ученицу која се претвори у огромну црвену панду када се превише узбуди. Инспирисан искуствима Шијове у Торонту, развој филма је почео 2018. након што га је у октобру 2017. представила Pixar-у. 25. је филм Pixar-а, као и њихов први који је режирала жена и други у ком је главни лик азијског порекла, после филма До неба.
Премијера филма била је у Лондону 21. фебруара 2022, а објављен је на Disney+-у у земљама у којима је услуга доступна 11. марта 2022, поред ограниченог приказивања у Ел Капитан театру. Објављен је у биоскопима у земљама без услуге стриминга. MegaCom Film је објавио филм 10. марта 2022. у биоскопима у Србији. Добио је позитивне критике за своју причу, хумор, анимацију, вокалне изведбе и поштовање  културе.

## Радња
Меј Ли је самоуверена тринаестогодишњакиња која је растрзана између тога да буде послушна ћерка и своје ни мало пријатне адолесценције која са собом носи неприлагођеност. Као да промене у њеним интересовањима, везама и телу нису довољне, већ када год се превише узбуди, што је за тинејџера практично увек, она се претвори у огромну црвену панду.

## Гласовне улоге
| Улога                | Изворни глас        | Српски глас           |
| -------------------- | ------------------- | --------------------- |
| Мејлин „Меј” Ли      | Розали Чанг         | Дарија Врачевић       |
| Минг Ли              | Сандра Оу           | Ева Хелајзен          |
| Миријам Менделсон    | Ејва Морс           | Вања Панић            |
| Прија Мангал         | Матреји Рамакришнан | Андријана Мушикић     |
| Еби Парк             | Хјеин Парк          | Луција Пат            |
| Џин Ли               | Орион Ли            | Игор Блажевић         |
| Ву                   | Ваи Чанг Хо         | Драга Ћирић Живановић |
| Тајлер Нгујен-Бејкер | Тристан Алерик      | Симон Јегоровић       |
| господин Гао         | Џејмс Хонг          | Вук Рашовић           |
| Девон                | Ади Чандлер         | Вук Дапчевић          |
| господин Кишловски   | Саша Ројз           | Бранислав Платиша     |
| Стејси Фрик          | Лили Санфелипо      | Миона Остојић         |